# Celso Garrido Lecca
Pour les articles homonymes, voir Garrido (homonymie) et Lecca.
 (août 2025).
 (août 2025).
Si vous disposez d'ouvrages ou d'articles de référence ou si vous connaissez des sites web de qualité traitant du thème abordé ici, merci de compléter l'article en donnant les références utiles à sa vérifiabilité et en les liant à la section « Notes et références ».
 (11 août 2025).
Le texte peut changer fréquemment, n’est peut-être pas à jour et peut manquer de recul. N’hésitez pas à participer, en veillant à citer vos sources.
Celso Garrido-Lecca Seminario, né à Piura au Pérou le 9 mars 1926 et mort le 11 août 2025 à Lima, est un compositeur péruvien, considéré par les sources locales comme le plus représentatif de la musique contemporaine de son pays.

## Biographie
Celso Garrido Lecca étudie la composition avec Rodolfo Holzmann au Conservatorio Nacional de Mùsica de Lima Pérou. En 1949 (le Diccionario de artistas peruanos indique 1950 )il prend contact avec l'Agrupación Espacio qui réunissait de jeunes architectes, artistes et intellectuels péruviens. Il commence à organiser à côté de Enrique Iturriaga, des concerts de musique contemporaine.
Il termine ses études à Santiago du Chili et entre à l'Institut du théâtre de l'université du Chili comme compositeur et directeur musical, poste qu'il garde pendant dix ans.
Il entre au département de composition de la faculté des Sciences et arts de la musique de l'université du Chili, où il dirige plus tard cette section.
- 1950 Bourse d'études avec Domingo Santa Cruz au Santiago du Chili et avec le compositeur néerlandais Fré Focke qui l'initie avec l'atonalisme et la polytonalité.
- 1954 Compositeur et conseiller musical de l'Instituto del Teatro de la Universidad de Chile. Poste qu'il occupe jusqu'en 1964 tout en composant des œuvres musicales pour le théâtre.
- 1964 Bourse pour étudier avec Aaron Copland à Tanglewood aux États-Unis.
- 1965
- 1973 Retourne au  Pérou où il occupe la chaire de composition du Conservatoire national de musique et devient ensuite directeur jusqu'à 1979.

À cette époque il anime des séminaires sur l'orchestration et la composition et fonde le Taller de la Canción Popular (Atelier de la chanson populaire) qui constitue la pépinière d'importants groupes de l'époque : Tiempo Nuevo, Vientos del Pueblo, le Dúo Adagio y Korillacta
- 1979 à 1984 prend la direction de Oficina del Programa de Musicología del PNUD de la UNESCO destiné à promouvoir de nombreuses actions en rapport à la conservation et développement du patrimoine musical péruvien se consacrant en même tempes à la composition.

Son œuvre s'inscrit dans le courant de rénovation musicale qui s'est imposé à partir des années 1950, avec l'introduction dans la musique péruvienne de nouvelles techniques comme le dodécaphonisme ou l'atonalité.

## Discographie
- Danses populaires andines (1983), Suite péruvienne (1986), Laudes II (1994) : par le Norwegian Radio Orchestra et Tableaux Symphoniques (1980) : par le Fort Worth Symphony Orchestra, dirigés par Miguel Harth-Bedoya ; CD Naxos enregistré en 2015 et 2016.